# Koźlarz sosnowy

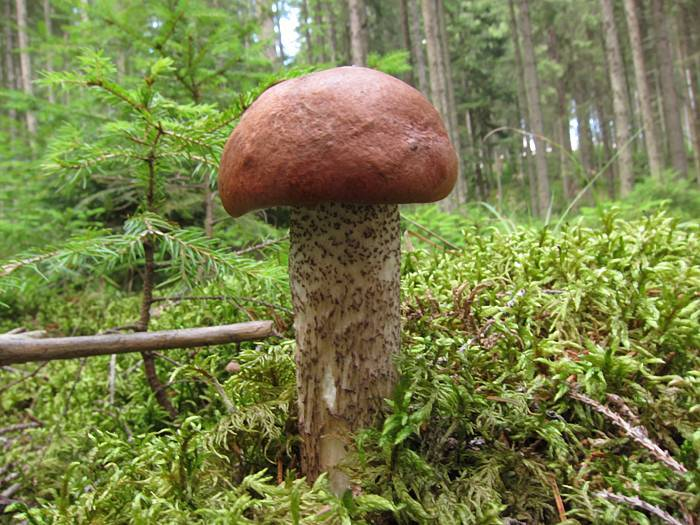

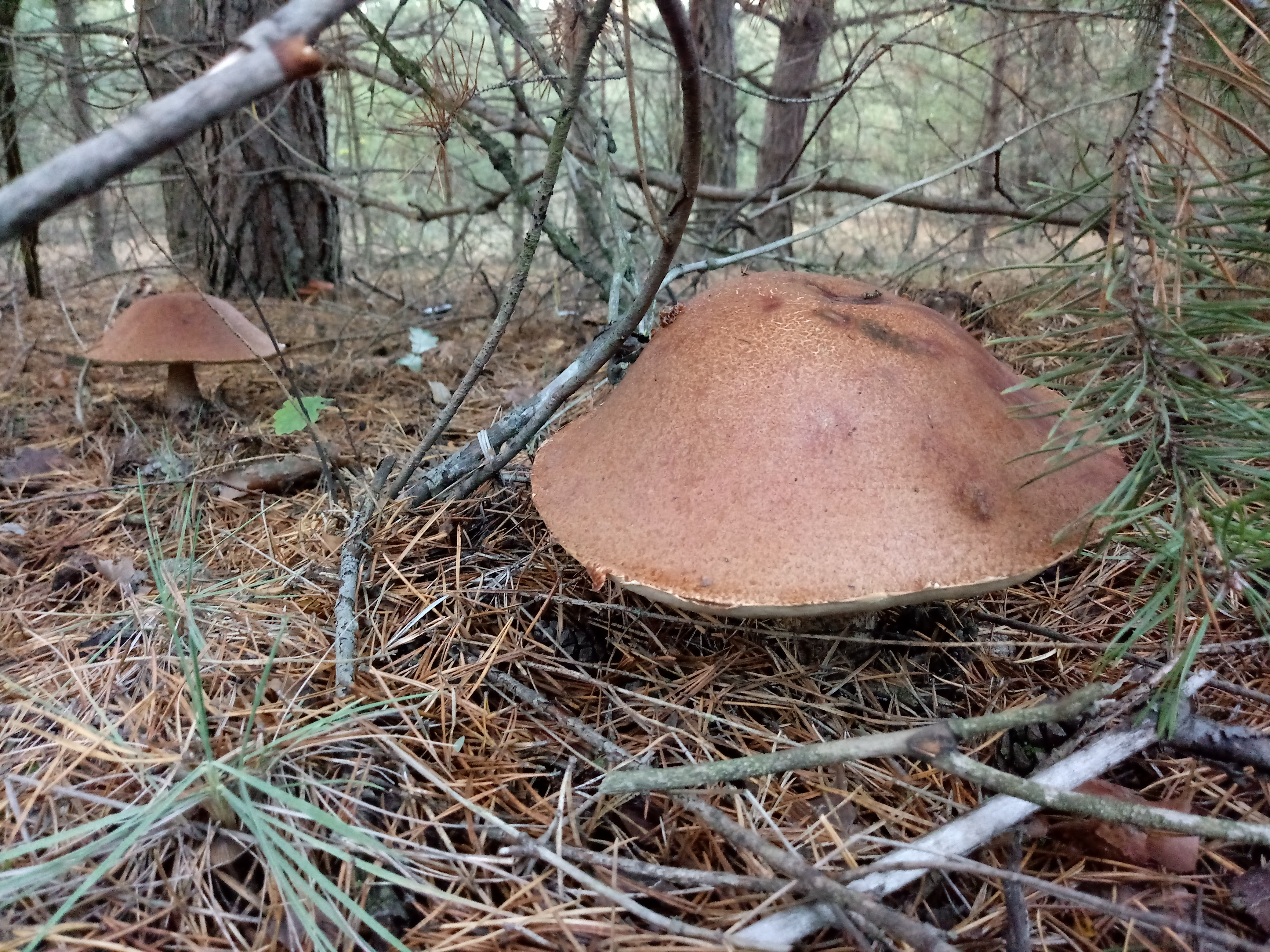
Starsze owocniki koźlarza sosnowego

Koźlarz sosnowy (Leccinum vulpinum Watling) – gatunek grzybów z rodziny borowikowatych (Boletaceae).

## Systematyka i nazewnictwo
Pozycja w klasyfikacji według Index Fungorum: Leccinum, Boletaceae, Boletales, Agaricomycetidae, Agaricomycetes, Agaricomycotina, Basidiomycota, Fungi.
Synonimy:
- Boletus vulpinus (Watling) Hlaváček (1990)
- Krombholziella vulpina (Watling) Šutara 1982
- Leccinum aurantiacum var. vulpinum (Watling) Pilát 1966[2].

Nazwę polską podał Władysław Wojewoda w 2003 r.

## Morfologia
Kapelusz
Średnicy 6–10 cm, za młodu półkulisto-wypukły, później poduszkowaty, purpurowobrązowy, z rdzawoczerwonym odcieniem, ale także pomarańczowobrązowy do ceglastoczerwonego.
Rurki
Długości 15–25 mm, najpierw białawe do kremowych, później bladoochrowe.
Trzon
Długości 7–15 cm i grubości 1,5–4,5 cm, młody często pękaty, później maczugowaty albo cylindryczny, biały, pokryty kosmkami, które są początkowo białawe, potem brązowe, albo czerwonobrązowe, w końcu nawet czarniawe.
Miąższ
Biały, w kapeluszu zwykle niezmienny, w trzonie nabiegający purpuroworóżowo, później szarofioletowo.
Wysyp zarodników
Brązowy z oliwkowym odcieniem. Zarodniki elipsoidalno-wrzecionowate, gładkie, miodowobrązowawe, o wymiarach 13-16 × 4–5 μm, bez pory rostkowej.
Gatunki podobne
Przy rozpoznawaniu koźlarza sosnowego należy zwracać uwagę na drzewo towarzyszące, ponieważ podobne gatunki występują pod innymi drzewami: koźlarz czerwony (Leccinum aurantiacum) występuje pod osiką, a koźlarz pomarańczowożółty (Leccinum versipelle) – pod brzozą. Podobny jest także występujący pod świerkiem koźlarz świerkowy (Leccinum piceinum).

## Występowanie i siedlisko
Opisano występowanie tego gatunku tylko w Europie i Ameryce Północnej. W Polsce gatunek rzadki. Znajduje się na Czerwonej liście roślin i grzybów Polski. Ma status R – potencjalnie zagrożony z powodu ograniczonego zasięgu geograficznego i małych obszarów siedliskowych. Znajduje się na czerwonych listach gatunków zagrożonych także w Danii i Anglii.
Rośnie od lipca do listopada pod różnymi gatunkami sosny, zwłaszcza na wrzosowiskach.

## Znaczenie
Naziemny grzyb mykoryzowy. Grzyb jadalny i bardzo smaczny. Przez grzybiarzy bywa mylony z niektórymi innymi gatunkami koźlarzy, z użytkowego punktu widzenia nie ma to jednak większego znaczenia, gdyż wszystkie one są dobrymi grzybami jadalnymi.